# Death Threatz
| Críticas profissionais | Críticas profissionais |
| Avaliações da crítica  | Avaliações da crítica  |
| Fonte                  | Avaliação              |
| ---------------------- | ---------------------- |
| Allmusic               | [ 1 ]                  |
| RapReviews             | [ 2 ]                  |
| The Source             | [ 3 ]                  |

Death Threatz é o segundo álbum de estúdio do rapper MC Eiht, lançado em 9 de Abril de 1996 pela Epic Street. Foi produzido por MC Eiht e DJ Slip do Compton's Most Wanted, assim como por Prodeje e Blackjack.

## Lista de faixas
1. "Def Wish IV (Tap That Azz)" (Bacon, Tomie Mundy, Andrew Patterson, Tyler) – 5:34
2. "Ain't Nuthin 2 It" (Allen, Tyler) – 5:14
3. "Killin Nigguz" (featuring N.O.T.R.) (Allen, Heisser, Johnson, Tyler) – 5:26
4. "Run 4 Your Life" (Bacon, Mundy, Patterson, Tyler) – 4:38
5. "Endoness" (Reed, Tyler) – 4:41
6. "Thuggin It Up" (Tyler) – 4:06
7. "Love 4 Tha Hood" (featuring Da Foe) (Patterson, Tyler) – 4:54
8. "Fuc 'Em All" (Reed, Tyler) – 4:32
9. "Late Nite Hype Part 2" (Allen, Tyler) – 4:35
10. "Set Trippin" (featuring Boom Bam of N.O.T.R.) (Allen, Heisser, Tyler) – 5:12
11. "Collect My Stripez" (featuring Young Prod) (Bacon, Mundy, Patterson, Tyler) – 4:34
12. "Fuc Your Hood" (Allen, Tyler) – 4:52
13. "You Can't See Me" (featuring Tha Chill of N.O.T.R.) (Allen, Johnson, Tyler) – 4:21
14. "Drugs & Killin" (Allen, Tyler) – 4:21
15. "Killin Season" (Allen, Tyler) – 4:58

## Créditos
- Dante Ariola – Diretor de Arte
- Robert Bacon – Produtor
- Blackjack – Produtor
- DJ Slip – Produtor
- MC Eiht – Músico, Produtor Executivo
- Chris McCann – Fotografia
- Mike T. – Scratching
- Jay Papke – Diretor de Arte
- A. Patterson – Produtor
- Prodeje – Produtor
- Stephen Stickler – Fotografia
- Tha Chill – Músico
- A. Tyler – Teclados, Produtor
- Alan Yoshida – Masterizador
- William "Dr. Z." Zimmerman – Teclados

## Histórico nas paradas
| Parada (1996)                         | Melhor posição |
| ------------------------------------- | -------------- |
| U.S. Billboard 200                    | 16             |
| U.S. Billboard Top R&B/Hip-Hop Albums | 3              |